# Fabio Beltram
Fabio Beltram (Gorizia, 9 giugno 1959) è un fisico italiano.
È professore ordinario di fisica della materia alla Scuola Normale Superiore di Pisa, di cui è stato direttore dal 2010 al 2016.
È fellow della American Physical Society e Grande Ufficiale dell'Ordine al merito della Repubblica Italiana.

## Biografia
Laureatosi in ingegneria elettronica all'Università di Trieste nel 1985, ha poi conseguito la laurea in fisica all'Università di Bologna nel 1988. Dal 1986 al 1991 ha svolto attività di ricerca negli Stati Uniti presso i Laboratori Bell e, dal 1992, è alla Scuola Normale Superiore di Pisa. Professore associato di struttura della materia nel 1992, dal 2000 è professore ordinario di fisica della materia. È vicedirettore della Scuola Normale Superiore di Pisa dal 2005 al 2010, anno in cui ne diventa direttore per il sessennio 2010-2016. Nel settembre 2016 è nominato dal governo Renzi nel consiglio direttivo dell'Agenzia nazionale di valutazione del sistema universitario e della ricerca per il quadriennio 2016-2020. Nell'ottobre 2016 viene nominato presidente della Fondazione Pisana per la Scienza e tale incarico viene rinnovato per un ulteriore sessennio nell'ottobre 2022. Dal 2006 al 2013 è stato vicepresidente della Fondazione Toscana Life Sciences. Dal febbraio 2012 al luglio 2016 è stato commissario straordinario della Domus Galilaeana e, dal settembre 2012 all'ottobre 2017, della Domus Mazziniana.
Nel 2001 ha fondato e dirige il Laboratorio NEST, un polo di ricerca e formazione interdisciplinare sulla nanoscienza che coinvolge oggi oltre alla Scuola Normale Superiore di Pisa, il Consiglio Nazionale delle Ricerche, l'Istituto Italiano di Tecnologia e la Scuola Superiore Sant'Anna.

## Attività di ricerca
Fabio Beltram è attivo su un ampio spettro di tematiche nel campo della nanoscienza e della nanotecnologia e i suoi risultati sono apparsi in circa quattrocento pubblicazioni su riviste internazionali e brevetti europei e internazionali.
I suoi primi studi durante il periodo statunitense immediatamente successivo alla laurea sono stati diretti alla fisica e applicazioni delle eterostrutture di semiconduttori. Con il suo ritorno in Italia, ha avviato presso la Normale l'attività di formazione e ricerca sulle nanostrutture di semiconduttori e ibride superconduttore-semiconduttore focalizzandole nel contesto delle scienze e tecnologie quantistiche. A partire dal 2000, ha svolto in modo crescente attività di ricerca in biofisica molecolare rafforzando la formazione e la ricerca multidpliplinare alla Scuola Normale per affrontare con l'approccio innovativo della nanoscienza questioni rilevanti di interesse per la biologia e la medicina.